# RIG-I
RIG-I (kurz für englisch retinoic acid inducible gene I) ist ein zu den Helikasen gehörender intrazellulärer Rezeptor des angeborenen Immunsystems von Säugetieren und ein Restriktionsfaktor, der bei der Erkennung von mehreren RNA-Viren (unter anderem Hepatitis C, Influenza) eine zentrale Rolle spielt. Der natürliche Ligand von RIG-I wurde erst 2006 identifiziert. Erkannt werden einzel- und doppelsträngige Ribonukleinsäuren mit einem Triphosphat am 5'-Ende. Diese Triphosphat-RNA wird von viralen Polymerasen sowie der zellulären RNA-Polymerase III erzeugt. 
RIG-I wird durch Interferon-α, -β, -γ und bakterielle Lipopolysaccharide aktiviert. Bei Bindung des Monomers an die Triphosphat-RNA findet eine Konformationsänderung statt und der Rezeptor multimerisiert. So wird anschließend die MAVS/IPS1-Signalkaskade ausgelöst, die zur Aktivierung von NF-κB, IRF3, IRF7 und zur Ausschüttung antiviraler Zytokine wie Interferon-β und CCR5 führt.